# Papenvoort
Papenvoort (52° 57′ N, 6° 42′ L) é uma localidade do município de Aa en Hunze, na província neerlandesa de Drente. Está situada a 11 km sudeste de Assen.
A área de Papenvoort, que também inclui as partes periféricas da cidade, bem como a zona rural circundante, tem uma população estimada em 60 habitantes.